# 423. strelska divizija (ZSSR)
423. strelska divizija (izvirno rusko 423. стрелковая дивизия; kratica 423. SD) je bila strelska divizija Rdeče armade v času druge svetovne vojne.

## Zgodovina
Divizija je bila ustanovljena leta 1941 in kmalu preimenovana v 195. strelsko divizijo.